# Liugong
Guangxi Liugong Machinery Co. Ltd. (сокращённо LiuGong) — китайская компания по производству строительной техники со штаб-квартирой в Лючжоу (Гуанси). Это 10-й в мире производитель строительной техники по доле рынка и крупнейший в мире производитель колесных погрузчиков. 
Компания основана в 1958 году в Лючжоу. Её продукция включает в себя фронтальные погрузчики, бульдозеры, автогрейдеры, экскаваторы, дорожные катки, асфальтоукладчики, буровые машины, самосвалы и оборудование для бетонирования.

## История
В 1966 году компания LiuGong произвела первый модернизированный колесный погрузчик в Китае, а в 1976 году произвела первые сочлененные и негабаритные колесные погрузчики. В 1993 году она стала первой публично торгуемой компанией строительной техники в Китае. Затем, чтобы воспользоваться западными технологиями, в 1995 году было создано совместное предприятие с немецким производителем трансмиссий ZF Friedrichshafen AG. В 2000 году LiuGong приобрел Jiangyin Roller Company, и вскоре после этого продолжил расширять ассортимент своей продукции, выпустив в общей сложности 12 различных продуктовых линеек. Эти линейки включают в себя полный спектр строительного оборудования и специализированных машин, таких как погрузочно-разгрузочное оборудование и мобильные краны. LiuGong предлагает 19 различных продуктовых линеек.
В 2012 году LiuGong приобрел у польской компании HSW подразделение строительных машин Dressta в городе Сталёва-Воля (Польша).
В 2014 году LiuGong и американская компания Cummins открыли совместное предприятие Guangxi Cummins Industrial Power Company (GCIC) по производству двигателей в Китае.